# سوني أريكسون (سياسي)
سوني أريكسون (بالفنلندية: Sune Eriksson)‏ هو سياسي فنلندي، ولد في 19 مارس 1939 في فنلندا. انتخب Lantråd ‏ (20 أبريل 1988 – 28 نوفمبر 1991).